# Raphael Beck
Raphael Beck (Düsseldorf, 6 de marzo de 1992) es un deportista alemán que compitió en bádminton. Ganó dos medallas de bronce en los Juegos Europeos de Bakú 2015, en las pruebas de dobles y dobles mixto.

## Palmarés internacional
| Juegos Europeos | Juegos Europeos   | Juegos Europeos   | Juegos Europeos |
| Año             | Lugar             | Medalla           | Prueba          |
| --------------- | ----------------- | ----------------- | --------------- |
| 2015            | Bakú (Azerbaiyán) | Medalla de bronce | Dobles          |
| 2015            | Bakú (Azerbaiyán) | Medalla de bronce | Dobles mixto    |